# Bollviva
Bollviva (Primula denticulata) är en viveväxtart som beskrevs av James Edward Smith. Enligt Catalogue of Life ingår Bollviva i släktet vivor och familjen viveväxter, men enligt Dyntaxa är tillhörigheten istället släktet vivor och familjen viveväxter. Arten förekommer tillfälligt i Sverige, men reproducerar sig inte.

## Underarter
Arten delas in i följande underarter:
- P. d. denticulata
- P. d. sinodenticulata

## Bildgalleri

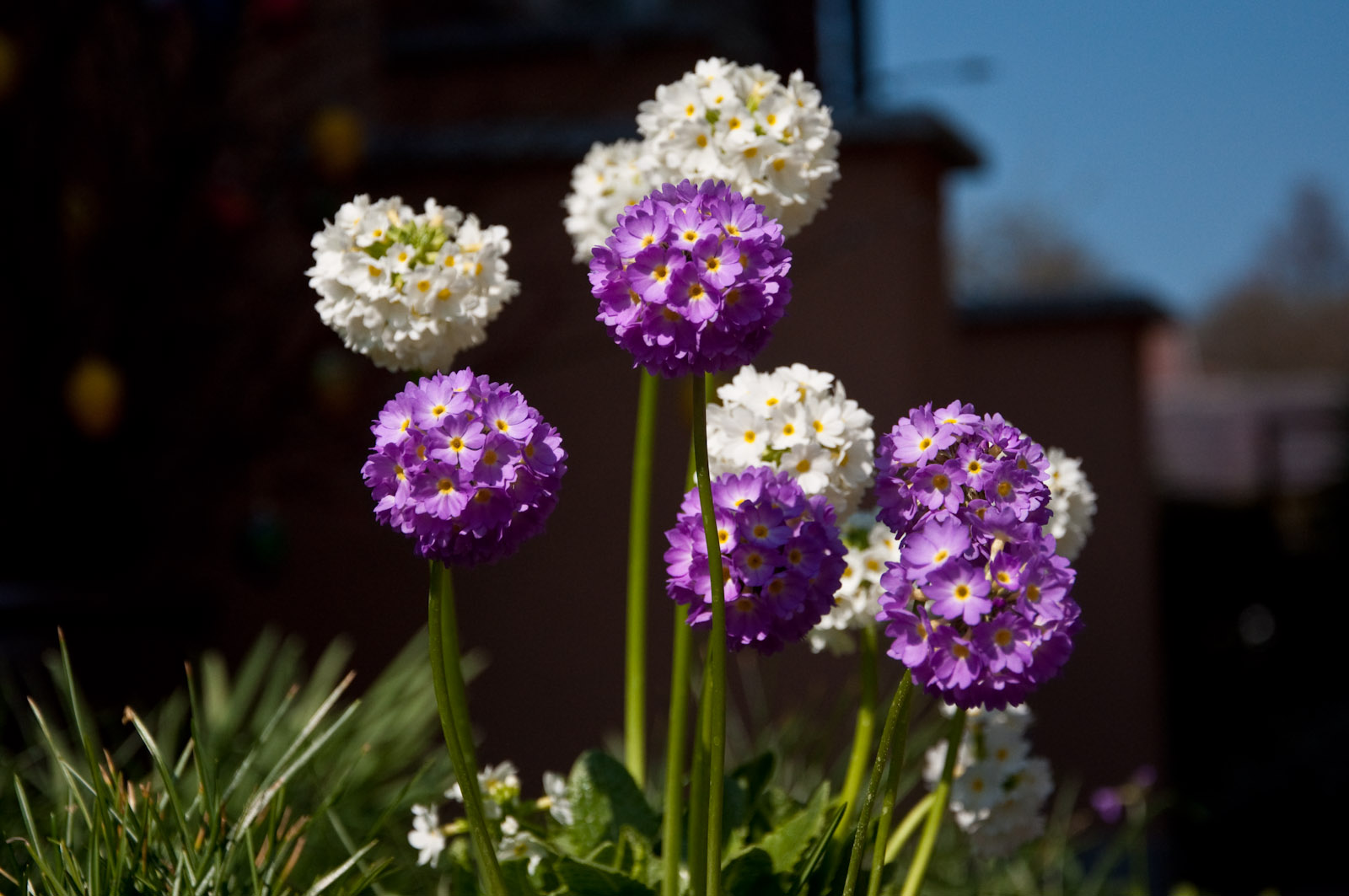
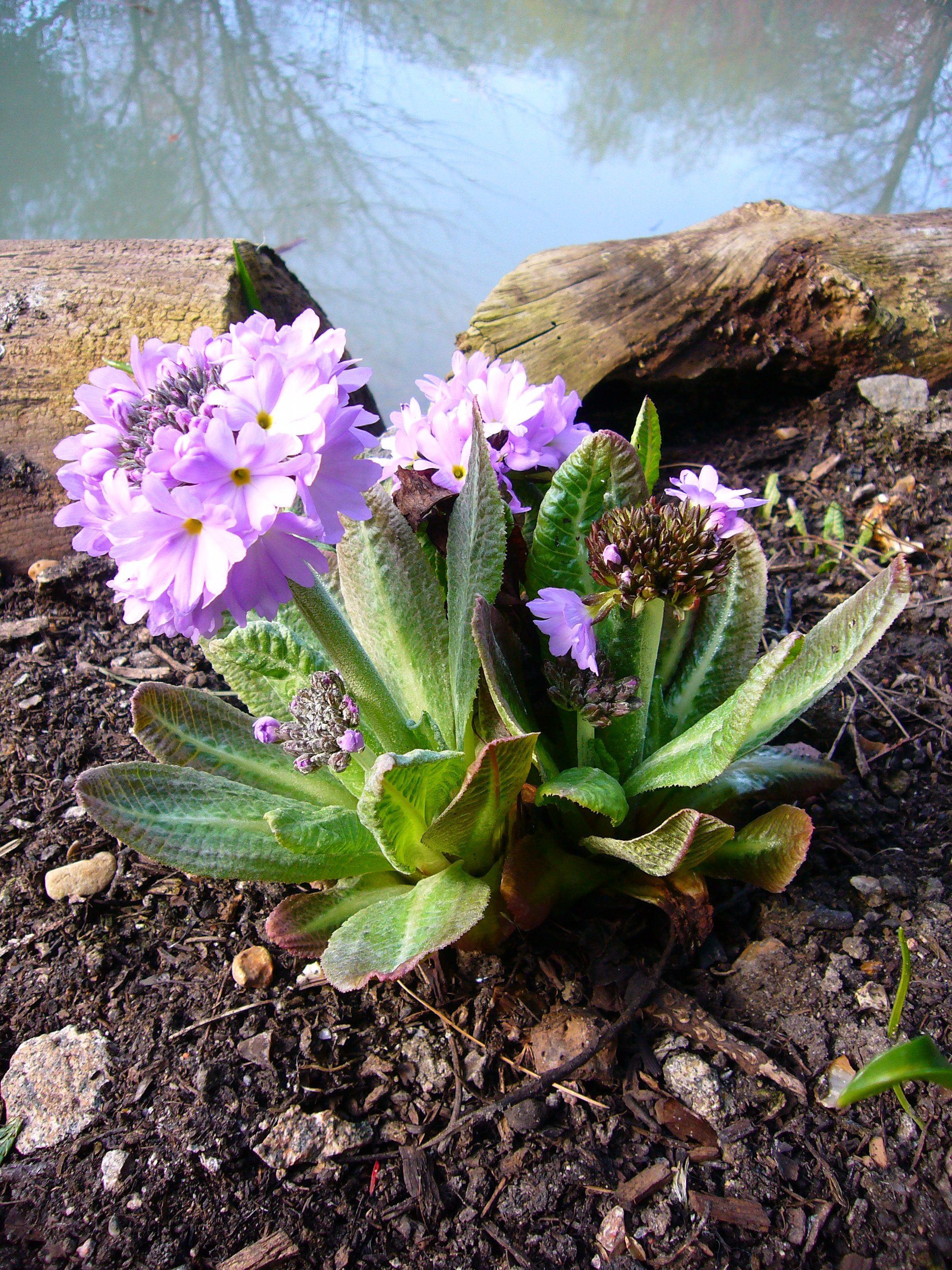
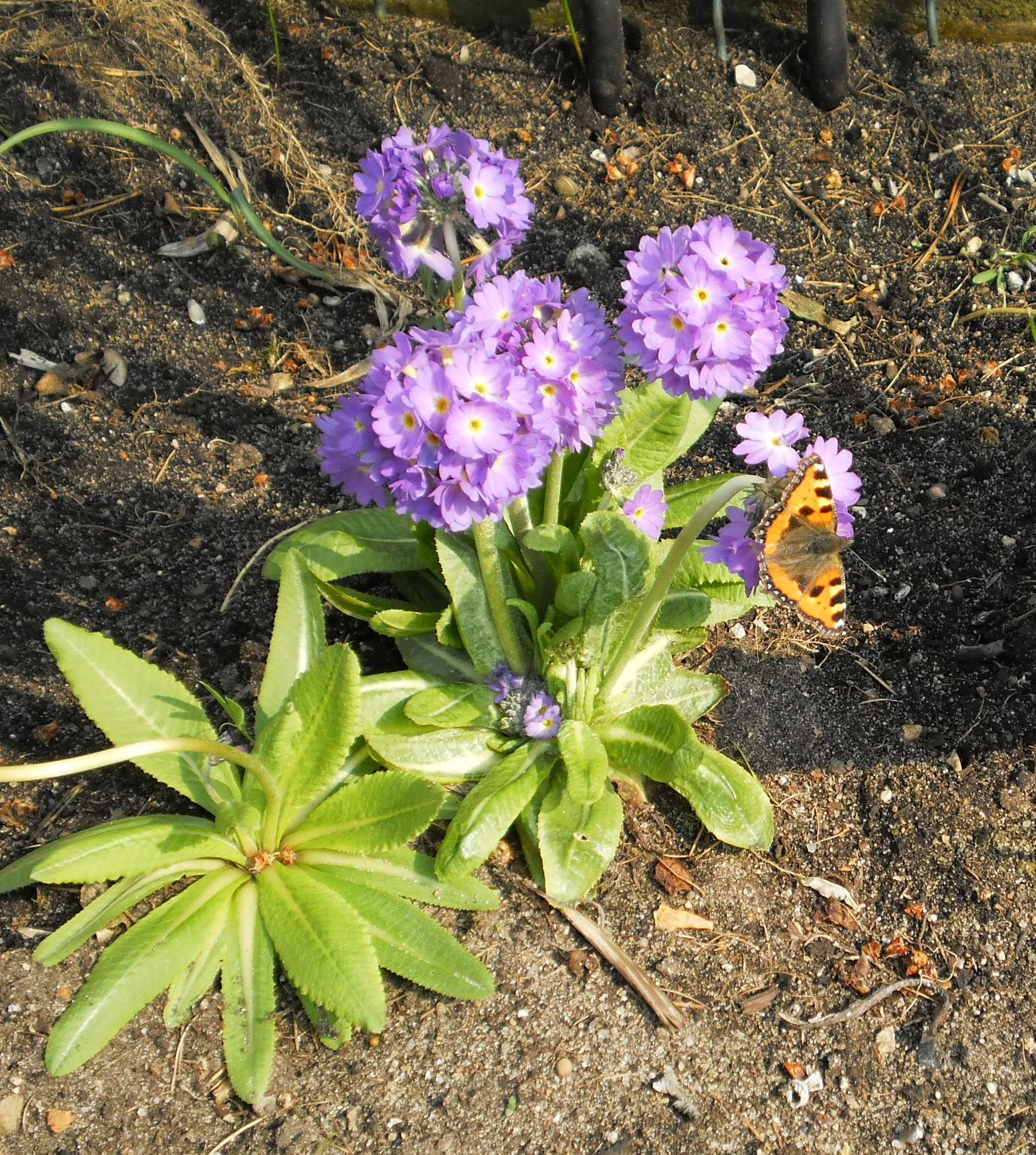
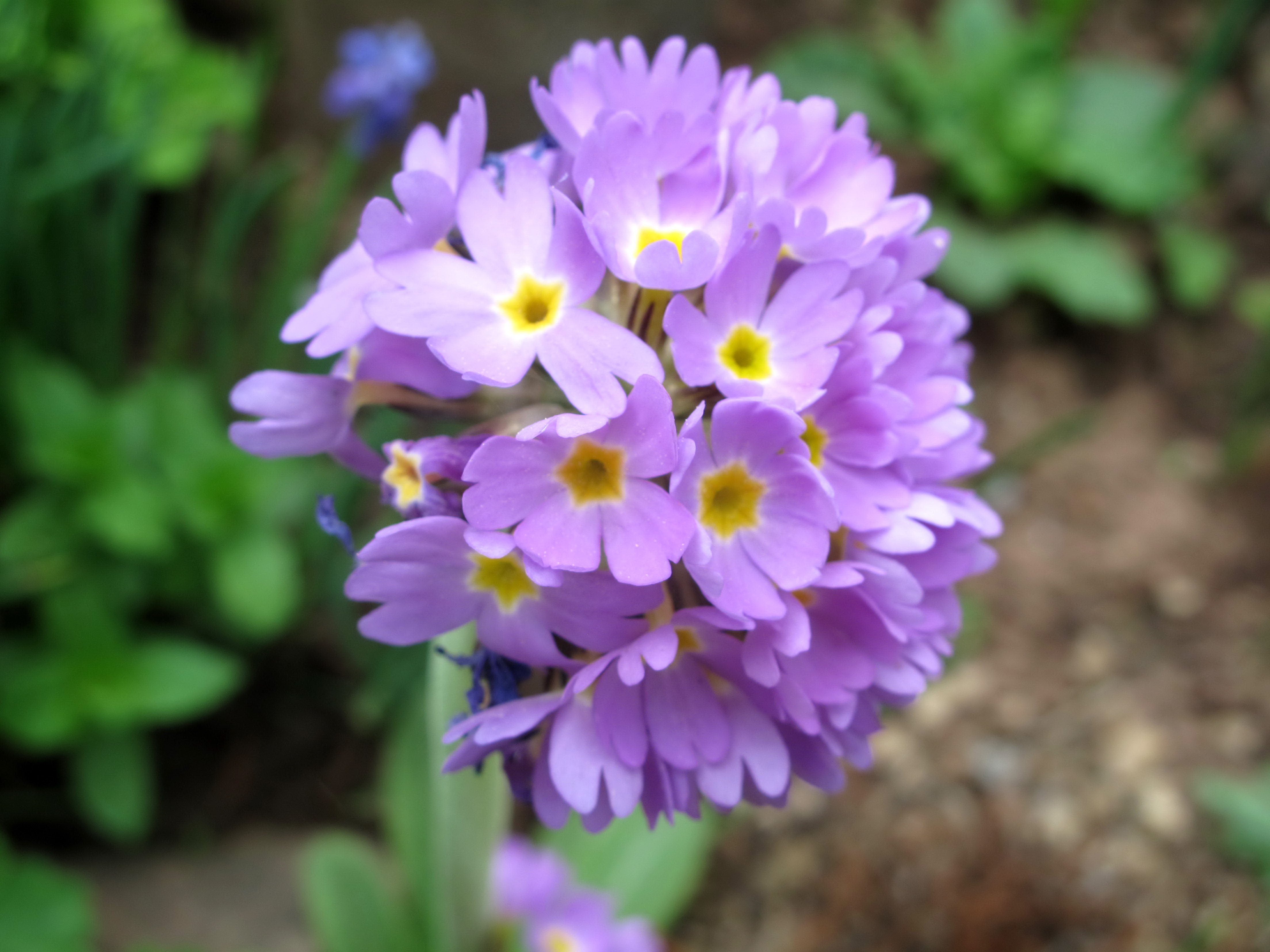
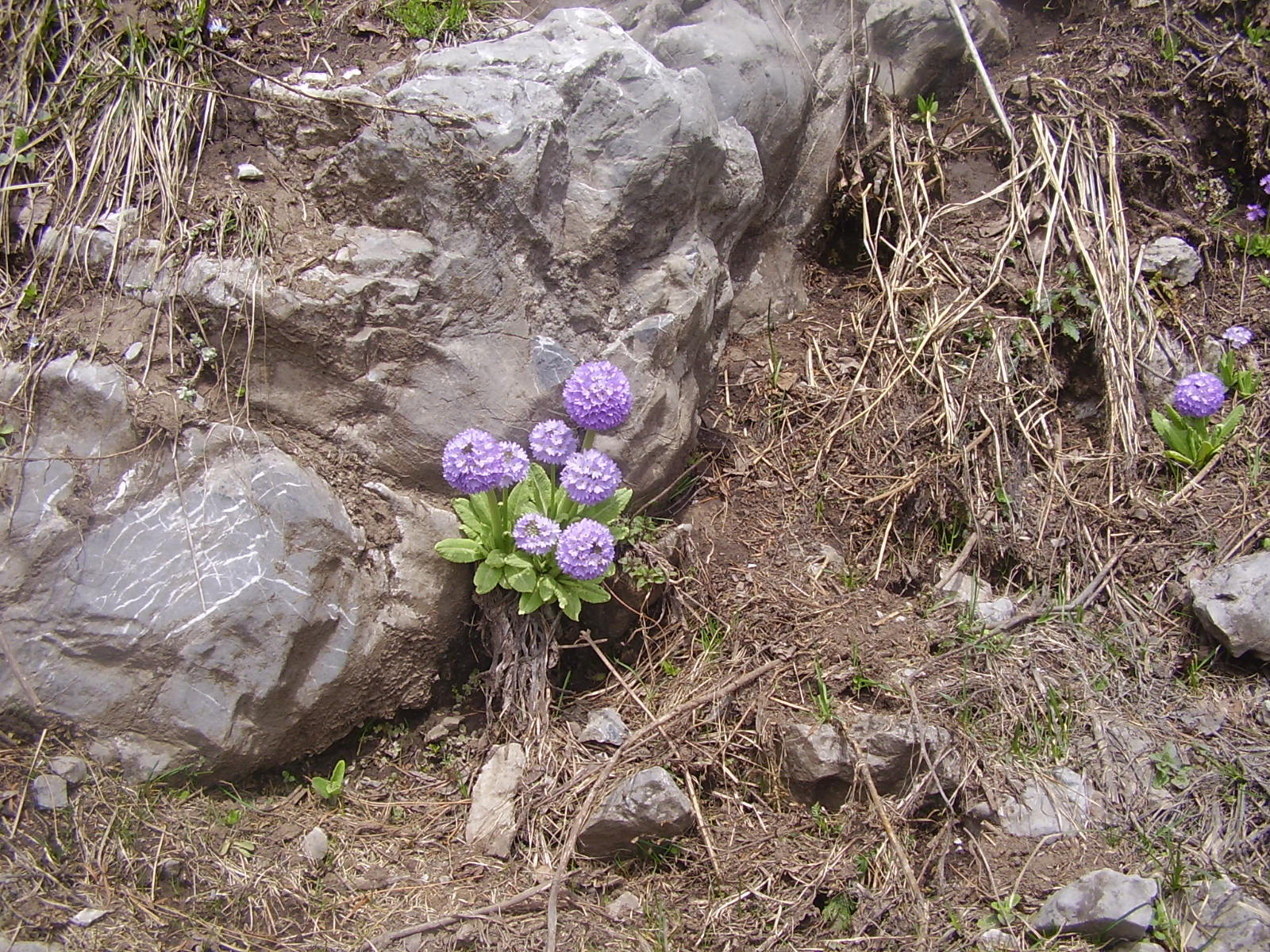
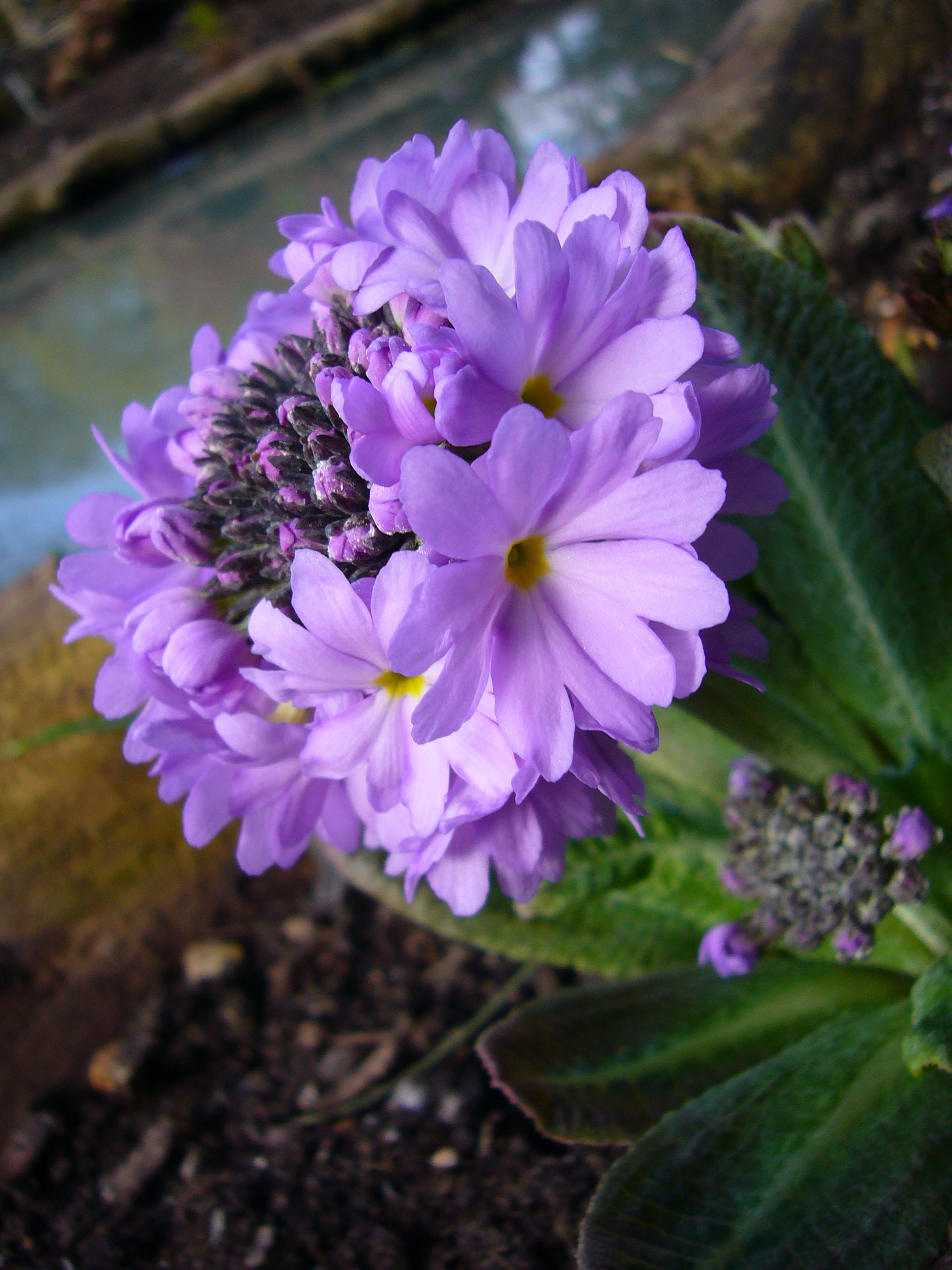